# Marcin Kozioł (pisarz)
Marcin Kozioł (ur. 2 lipca 1977) – polski pisarz dla dzieci i młodzieży. Jego powieść Skrzynia Władcy Piorunów z serii Detektywi na kółkach jest lekturą uzupełniającą dla klas 4–8 szkoły podstawowej.

## Życiorys
Absolwent szkockiej szkoły średniej Gordonstoun (1994–1996) w ramach stypendium Towarzystwa Szkół Zjednoczonego Świata. Ukończył studia magisterskie na Wydziale Zarządzania i Komunikacji Społecznej Uniwersytetu Jagiellońskiego. Zdobył również dyplom Master of Business Administration Oxford Brookes University i POU.
Stypendysta Towarzystwa Szkół Zjednoczonego Świata i British Science Association. Wystawiał farsę pantomimiczną na festiwalu teatralnym Edinburgh Fringe 1996. Występował także przed królową Elżbietą II. Współpracuje z takimi wydawnictwami, jak: Prószyński Media, Wydawnictwo Bumcykcyk, Wydawnictwo Bajka, Wydawnictwo Zielona Sowa, Edipresse Polska, The Facto.

## Twórczość

### Książki
- 2014: Detektywi na kółkach. Tom 1. Skrzynia Władcy Piorunów (The Facto, wydanie pierwsze)
- 2016: Wombat Maksymilian. Tom 1. Wombat Maksymilian i Królestwo Grzmiącego Smoka (Edipresse Polska, ISBN 978-83-7945-443-3) – Nagroda Magellana, nagroda główna w kategorii: Przewodnik dla dzieci roku 2016[7]
- 2017: Wombat Maksymilian. Tom 2. Wombat Maksymilian i misja na dachu świata (Edipresse Polska, ISBN 978-83-7945-784-7)
- 2017: Docent Pięć Procent i... szalona historia komputerów (Prószyński Media, ISBN 978-83-8097-044-1)
- 2017: Detektywi na kółkach. Tom 1. Skrzynia Władcy Piorunów (Prószyński Media, wydanie drugie, ISBN 978-83-8097-130-1) – lektura uzupełniająca dla klas 4-8
- 2017: Detektywi na kółkach. Tom 2. Tajemnica przeklętej harfy (Prószyński Media, ISBN 978-83-8123-004-9) – książka wpisana na Złotą Listę Fundacji ABC XXI Cała Polska Czyta Dzieciom[8]
- 2018: Wombat Maksymilian. Tom 3. Wombat Maksymilian i rodzina w tarapatach (Edipresse Polska, ISBN 978-83-8117-286-8)
- 2018: Stajnia pod tęczą. Tom 1. Czary na komary (Prószyński Media, ISBN 978-83-8123-236-4) – wspólnie z Katarzyną Dowbor
- 2018: Stajnia pod tęczą. Tom 2. Maść na maść (Prószyński Media, ISBN 978-83-8123-285-2) – wspólnie z Katarzyną Dowbor
- 2018: Stajnia pod tęczą. Tom 3. Wojna na miny (Prószyński Media, ISBN 978-83-8123-280-7) – wspólnie z Katarzyną Dowbor
- 2018: Pogoda dla puchaczy. Tom 1. Jesień (Prószyński Media, ISBN 978-83-8123-340-8) – wspólnie z Bartkiem Jędrzejakiem
- 2018: Pogoda dla puchaczy. Tom 2. Zima (Prószyński Media, ISBN 978-83-8123-905-9) – wspólnie z Bartkiem Jędrzejakiem
- 2019: Pogoda dla puchaczy. Tom 3. Wiosna (Prószyński Media, ISBN 978-83-8169-042-3) – wspólnie z Bartkiem Jędrzejakiem
- 2019: Pogoda dla puchaczy. Tom 4. Lato (Prószyński Media, ISBN 978-83-8169-079-9) – wspólnie z Bartkiem Jędrzejakiem
- 2019: Kot dostępu (Zielona Sowa, ISBN 978-83-8154-375-0) – wyróżnienie w 18. edycji Świat Przyjazny Dziecku Komitetu Ochrony Praw Dziecka
- 2019: Puzzle Pitagorasa (Zielona Sowa, ISBN 978-83-8154-376-7) – nagroda główna w 18. edycji Świat Przyjazny Dziecku Komitetu Ochrony Praw Dziecka[9]
- 2020: Detektywi na kółkach. Tom 3. Gwiazda Blachonosego (Wydawnictwo Bumcykcyk, ISBN 978-83-959260-0-6) – nagroda główna w 21. edycji Świat Przyjazny Dziecku Komitetu Ochrony Praw Dziecka
- 2021: Wombat Maksymilian. Tom 1. Wombat Maksymilian i Królestwo Grzmiącego Smoka (Wydawnictwo Bumcykcyk, wydanie drugie, ISBN 978-83-959260-1-3)
- 2021: 01, zgłoś się! (Zielona Sowa, ISBN 978-83-8154-959-2)
- 2021: Wszystko gra (Zielona Sowa, ISBN 978-83-8154-960-8)
- 2021: Bajka o bąkach i jednym trzmielu (Wydawnictwo Bajka, ISBN 978-83-65479-79-2)
- 2022: Psyjaciele (Wydawnictwo Bumcykcyk, ISBN 978-83-959260-2-0) – nagroda główna w 21. edycji Świat Przyjazny Dziecku Komitetu Ochrony Praw Dziecka
- 2023: Czary w Kopytkowie (Wydawnictwo Bumcykcyk, ISBN 978-83-959260-7-5) – wspólnie z Katarzyną Dowbor
- 2023: Malinka Wombat i Kangurek (Wydawnictwo Bumcykcyk, ISBN 978-83-959260-8-2)
- 2023: Malinka Wombat i Klops (Wydawnictwo Bumcykcyk, ISBN 978-83-959260-9-9)
- 2024: Detektywi na kółkach. Tom 1. Skrzynia Władcy Piorunów (Wydawnictwo Bumcykcyk, wydanie trzecie, ISBN 978-83-971434-5-6)
- 2024: Detektywi na kółkach. Tom 2. Tajemnica przeklętej harfy (Wydawnictwo Bumcykcyk, wydanie drugie, ISBN 978-83-971434-6-3)
- 2024: Mona Mysia (Wydawnictwo Bumcykcyk, ISBN 978-83-969873-8-9)

### Opowiadania
- 2022: W Pelagii w zbiorze: Oddech Smoka (Prószyński Media i Fundacja „ABCXXI – Cała Polska czyta dzieciom”, ISBN 978-83-8295-172-1)
- 2022: Operacja „Rysiek” w zbiorze: Latający Talerz (Prószyński Media i Fundacja „ABCXXI – Cała Polska czyta dzieciom”, ISBN 978-83-8295-173-8)
- 2022: Od odważnych świat zależy w zbiorze: Sieci widmo (Prószyński Media i Fundacja „ABCXXI – Cała Polska czyta dzieciom”, ISBN 978-83-8295-174-5)

### Audiobooki
- 2017: Detektywi na kółkach. Tom 1. Skrzynia Władcy Piorunów (Prószyński Media i Biblioteka Akustyczna, czyta Andrzej Hausner)
- 2019: Wombat Maksymilian. Tom 1. Wombat Maksymilian i Królestwo Grzmiącego Smoka (Edipresse Polska i Studio PRL, czyta Krzysztof Szczerbiński)
- 2019: Wombat Maksymilian. Tom 2. Wombat Maksymilian i misja na dachu świata (Edipresse Polska i Studio PRL, czyta Krzysztof Szczerbiński)
- 2019: Detektywi na kółkach. Tom 2. Tajemnica przeklętej harfy (Prószyński Media i Biblioteka Akustyczna, czyta Andrzej Hausner)
- 2019: Wombat Maksymilian. Tom 3. Wombat Maksymilian i rodzina w tarapatach (Edipresse Polska i Studio PRL, czyta Krzysztof Szczerbiński)
- 2023: Czary w Kopytkowie (Wydawnictwo Bumcykcyk, czyta Jan Marczewski)
- 2023: Psyjaciele (Wydawnictwo Bumcykcyk, czyta Leszek Filipowicz)
- 2024: Malinka Wombat i Kangurek (Wydawnictwo Bumcykcyk, czyta Dominika Sell-Kukułka)
- 2024: Malinka Wombat i Klops (Wydawnictwo Bumcykcyk, czyta Dominika Sell-Kukułka)
- 2024: Mona Mysia (Wydawnictwo Bumcykcyk, czyta Paulina Holtz)

### Adaptacje teatralne
- 2024: Skrzynia Władcy Piorunów (Teatr Artenes, reż. Zdzisław Dyrman)